# Volter Raušenbuš
Volter Raušenbuš (eng. Walter Rauschenbusch; Ročester, 4. oktobar 1861 – 25. jul 1918) bio je američki teolog i baptistički pastor, značajan za razvoj Social Gospel pokreta, koji se zalagao za primenu hrišćanske etike na socijalne probleme (kao što su dečja radna snaga, neadekvatni sindikati, ratnohušačka propaganda, itd.), kao i Single Tax pokreta, koji je zastupao ideje ekonomiste Henrija Džordža.

## Pogledi na hrišćanstvo
Još kao student na sjemeništu u Ročesteru bavio se književnom kritikom, što je dovelo do toga da vrlo brzo odbije ideju nepogrešivosti Biblije. Gajio je skepsu i prema tkzv. zastupničkom iskupljenju (eng. - substitutionary atonement). Smatrao je da hrišćanstvo ne treba širiti pričama o „jezeru ognjenom i sumpornom” (eng. – fire and brimstone), već da hrišćani treba da se ugledaju na Isusa i da šire Carstvo nebesko primenjujući Isusovo naravoučenije na društvene prilike i okolnosti. Tumačio je Carstvo nebesko ne kao način na koji će pojedinci otići u raj, već kao transformaciju života na zemlji u skladni, rajski život. Njegovo tumačenje Isusovog raspeća bilo je radikalno. Raušenbuš je mislio da Hristova smrt nije služila svrsi iskupljenja pojedinačnih grehova, već da je nosio breme javnog greha koji je naložilo društvo, te zapisuje: „Isus nije preuzeo na sebe greh nekog antičkog Britanca koji je pretukao svoju ženu 56. godine pre nove ere niti je na sebe preuzeo greh nekog planinara iz Tenesija koji se napio 1917. godine. Ali zato jeste preuzeo javne grehe organizovanog društva, koji su i te kako povezani sa ličnim grehovima pojedinaca". Postojalo je, po Raušenbušovom mišljenju, šest tkzv. društvenih grehova koje je Isus smrću iskupio, a to su bili – religijski bigotrizam, prisustvo mita u politici, korupcija pravosuđa, mentalitet mase, militarizam i klasna diskriminacija. Njegov pristup teodiceji isto je unikatan zbog njegovog fokusa na ljudsko društvo. Smatrao je da se zlo u svetu ne skriva u pojedincima, već u nadosobnim entitetima kao što su socioekonomske i političke ustanove. Smatrao je da postoje četiri vrste nadosobnog zla: militarizam, individualizam, kapitalizam i nacionalizam i četiri vrste nadosobnog dobra: pacifizam, kolektivizam, socijalizam i mundijalizam.

## Dela
Najpoznatije delo mu je „Teologija društvenog jevanđelja” (eng. – A Theology for the Social Gospel.) (1917), ali se u njegov književni opus ubrajaju i:
- „Hrišćanstvo i socijalna kriza" (eng. - Christianity and the Social Crisis.)  (1907);
- „Za Boga i narod: molitvenik društvenog preporoda" (eng. - For God and the People: Prayers of the Social Awakening.)  (1910);
- „Na mene" (eng. - "Unto Me.")  (1912);
- „Hristijanizacija društvenog poretka” (eng. - Christianizing the Social Order.)  (1912);
- „Moralni aspekti ženskog pokreta” (eng. - Some Moral Aspects of the 'Woman Movement')  (1913);
- „Da li se usuđujemo da budemo hrišćani?” (eng. - Dare We Be Christians.)  (1914);
- „Isusovi društveni principi” (eng. - The Social Principles of Jesus.")  (1918).

## Smrt
Umro je 25. jula 1918. godine. Uticao je na mnoge, počev od drugih članova Social Gospel pokreta, do Martina Lutera Kinga, bivšeg anglikanskog biskupa Dezmonda Tutua kao i na svog unuka, filozofa Ričarda Rortija.